# ENGI
ENGI (japonsky 株式会社エンギ, Kabušiki gaiša Endži), známé též jako Studio ENGI, celým názvem pak ENtertainment Graphic Innovation, je japonské animační studio založené v roce 2018. Založily jej společnosti Kadokawa Corporation, Sammy Corporation a Ultra Super Pictures

## Historie
Dne 4. dubna 2018 nechala Kadokawa založit studio ENGI, do kterého investovaly také společnosti Sammy a Ultra Super Pictures. Studio zahájilo provoz 1. června 2018 a sídlí ve zvláštním obvodě Suginami v Tokiu. Jeho reprezentativním ředitelem je Tóru Kadžio, který pracoval na pozici reprezentativního ředitele společnosti Qtec. Členy představenstva jsou Hiroši Horiuči a Takeši Kikuči z Kadokawy, Šun'iči Okabe ze společnosti Glovision a Ken'iči Tokumura ze Sammy.
ENGI se primárně zaměřuje na tvorbu v anime průmyslu svých akcionářů, kterými jsou Kadokawa, Sammy a Ultra Super Pictures. Může se však podílet i na televizních a filmových produkcích a herních a pačinko animacích. Studio je odpovědné za produkci nového anime Kantai Collection a pracuje na animovaném projektu Okamoto Kitchen.
Dne 25. března 2020 bylo oznámeno, že ENGI otevřelo ve městě Kurašiki v Okajamě své druhé studio zvané ENGI Kurašiki Studio.

## Tvorba

### Televizní seriály
| Rok  | Název                                                                | Režie           | Od                | Do                | Díly          | Poznámky                                                                                            | Zdroje        |
| ---- | -------------------------------------------------------------------- | --------------- | ----------------- | ----------------- | ------------- | --------------------------------------------------------------------------------------------------- | ------------- |
| 2019 | Hataage! Kemono miči                                                 | Kazuja Miura    | 2. října 2019     | 18. prosince 2019 | 12            | Adaptace série mangy, jejímž autorem je Nacume Akacuki.                                             | [ 11 ]        |
| 2020 | Uzaki-čan wa asobitai!                                               | Kazuja Miura    | 10. července 2020 | 25. září 2020     | 12            | Adaptace série mangy, jejíž mangakou je Take.                                                       | [ 12 ]        |
| 2021 | Kjúkjoku šinka šita Full Dive RPG ga gendžicu jori mo kusoge dattara | Kazuja Miura    | 7. dubna 2021     | 23. června 2021   | 12            | Adaptace série light novel, jejímž autorem je Light Tučihi.                                         | [ 13 ]        |
| 2021 | Tantei wa mó, šindeiru.                                              | Manabu Kurihara | 4. července 2021  | bude oznámeno     | bude oznámeno | Adaptace série light novel, jejímž autorem je Nigodžú.                                              | [ 14 ]        |
| 2022 | projekt Kantai Collection                                            | bude oznámeno   | 2022              | bude oznámeno     | bude oznámeno | Založeno na videohře Kantai Collection, vyvinuté společnostmi C2 a Kadokawa Games a vydané DMM.com. | [ 15 ] [ 16 ] |
| 2022 | Uzaki-čan wa asobitai! 2                                             | bude oznámeno   | bude oznámeno     | bude oznámeno     | bude oznámeno | Druhá řada anime seriálu Uzaki-čan wa asobitai!.                                                    | [ 17 ]        |